# No Intenso Agora
No Intenso Agora é um filme documentário brasileiro de 2017, dirigido por João Moreira Salles.
Construído praticamente apenas por imagens de arquivo, o documentário conta com narração em off do próprio diretor, que aproveitou filmagens feitas por sua mãe em visita à China em 1968, em plena Revolução Cultural. Além disso, também traz uma série de reflexões a respeito das movimentações políticas de Maio de 1968, na França, e da Primavera de Praga, na Tchecoslováquia, que se encerrou com a invasão do país pelos soviéticos.
Lançado em novembro de 2017, No Intenso Agora esteve na seleção do Festival de Berlim e do É Tudo Verdade antes de estrear no circuito comercial brasileiro.